# Yuxu
Yuxu («Сон») — азербайджанская хард-рок группа, образованная в городе Сумгаите в 1988 году и прекратившая существование в начале 2000-х годов. Одна из самых популярных азербайджанских рок-групп 1990-х годов.

## История
Создана группа в 1988 году в городе Сумгаит в Азербайджане. Основателем группы был бас-гитарист Ибрагим Эмин. По словам Ибрагим Эмина вдохновителями группы «Yuxu» являлись группы Deep Purple и Led Zeppelin. Вокалист Джасур был поклонником группы Queen.Одной из первых песен группы стала «Xəzərin sahilində» («На берегу Каспия»), ставшая её главным хитом. Исполнение данной композиции принесло группе победу на фестивале «Qızıl Payız» («Золотая осень») в 1989 году. В 1990 году творческой группой канала ANS TV на «Xəzərin sahilində» был снят клип.
В 1990 году группа получила приглашение во Францию, однако из-за материальных трудностей члены группы добраться туда не смогли. Деятельность группы продолжилась в Турции, где первое время «Yuxu» была вынуждена выступать в различных ресторанах, барах и казино Стамбула за небольшую плату.
Вскоре группа обрела популярность и в Турции. Отдельные её участники выступали вместе с известными турецкими исполнителями. Группа принимала участие в телепрограмме Барыша Манчо 7den 77ye .Именно в Турции выходят все 3 альбома группы: Xəzərin Sahilində («На берегу Каспия», 1993), Sumqayıt («Сумгаит», 1994) и Ölümə çarə yox («Cмерть неизбежна», 2001).
В начале 2000-х годов деятельность группы постепенно прекратилась. Гитарист Намиг Нагдалиев продолжил заниматься музыкой в Турции, остальные участники «Yuxu» вернулись в Азербайджан. В 2004 году основатель коллектива, Ибрагим Эмин, создал в Сумгаите новую рок-группу «Sirr» («Cекрет»).
Основатель азербайджанской рок-группы «Yuxu» Ибрагим Эминов скончался 2 июля 2019 года.

## Альбомы
- Xəzərin sahilində (1993)
- Sumqayıt (1994)
- Ölümə çarə yox (2001)

## Состав
- Джасур Нематов — вокал (1988—1991, 1992—1994)
- Намиг Нагдалиев — гитара
- Ибрагим Эмин — бас-гитара
- Чингиз Эйвазов — барабаны
- Заур Абдуллаев — вокал (1998—2001)
- Серкан Дживелек — вокал (1991—1992)